# Rab Douglas
Robert James Douglas, detto Rab (Lanark, 24 aprile 1972), è un ex calciatore scozzese, di ruolo portiere.
Tifoso del Motherwell, ha trascorso la miglior parte della sua carriera nel Celtic con cui ha vinto 6 trofei in 5 stagioni.
Con il Celtic ha disputato la Coppa UEFA 2002-2003, persa in finale contro il Porto, partita che ha giocato per intero.

## Palmarès
- Campionato scozzese: 3

Celtic: 2000-2001, 2001-2002, 2003-2004
- Coppa di Scozia: 3

Celtic: 2000-2001, 2004, 2004-2005